# Dicyema leiocephalum
Dicyema leiocephalum är en djurart som tillhör fylumet rhombozoer, och som beskrevs av Furuya 2006. Dicyema leiocephalum ingår i släktet Dicyema och familjen Dicyemidae. Inga underarter finns listade i Catalogue of Life.